# Dmitri Charin
Dmitri Viktorovitsj Charin (Russisch: Дми́трий Ви́кторович Ха́рин) (Moskou, 16 augustus 1968) is een voormalig Russisch voetballer, die als doelman onder meer voor Chelsea speelde. Met die Engelse club won hij de Europa Cup II in 1998.

## Clubcarrière
Behalve voor Chelsea speelde Charin verder voor Torpedo Moskou, FC Dinamo Moskou, CSKA Moskou en Celtic. Hij sloot zijn loopbaan af bij een club uit de onderste regionen van het Engelse betaalde voetbal, Hornchurch.

## Interlandcarrière
Charin vertegenwoordigde de nationale teams van de Sovjet-Unie (zes interlands), het Gemenebest van Onafhankelijke Staten (elf interlands) en Rusland (23 interlands). Hij nam met Rusland deel aan het WK voetbal 1994 in de Verenigde Staten, waar de ploeg in de eerste ronde werd uitgeschakeld. Zijn directe concurrenten bij de nationale ploeg in de jaren negentig waren Stanislav Tsjertsjesov en Sergej Ovtsjinnikov. Hij nam met de Sovjet-Unie deel aan de Olympische Spelen van 1988 in Seoul, en won daar de gouden medaille onder leiding van bondscoach Anatolij Bysjovets.

## Erelijst
Torpedo Moskou
- USSR Cup

1986
 CSKA Moskou
- Landskampioen Sovjet-Unie

1991
 Chelsea FC
- FA Cup

1997
- Football League Cup

1998
- Europa Cup II

1998